# Francis Skinner
Sidney George Francis Guy Skinner (1912 - 11 octobre 1941) est universitaire britannique en mathématique et philosophie. C'est un ami, collaborateur et compagnon du philosophe autrichien Ludwig Wittgenstein.

## Biographie et relation à Wittgenstein

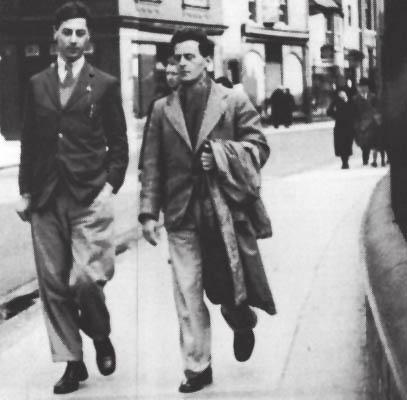
Francis Skinner (à gauche) et Ludwig Wittgenstein (à droite) marchant ensemble à Cambridge.

Skinner est né en 1912 à Kensington, (Londres, Angleterre) et fait ses études à la St Paul's School à Londres. Son père et sa mère sont académiquement distingués : son père Sidney Skinner, est chimiste à Cambridge et plus tard directeur du South-western Polytechnic Institute, et sa mère, Marion Field Michaelis, mathématicienne à l'Observatoire de l'université Harvard.
Francis étudie pour les Mathematics Tripos à Cambridge, à la suite de sa sœur aînée Priscilla, elle-même mathématicienne talentueuse.
En 1930, Skinner rencontre Wittgenstein, tombe sous son influence et « devient totalement, sans critique et presque obsessionnellement dévoué à Wittgenstein ». Leur relation est considérée par d'autres comme étant caractérisée par l'empressement de Skinner à plaire à Wittgenstein et à se conformer à ses opinions.
Skinner obtient un diplôme de première classe en mathématiques de Cambridge en 1933 et reçoit une bourse de troisième cycle. Il utilise cette bourse pour travailler avec Wittgenstein sur un livre sur la philosophie et les mathématiques (inédit, peut-être l'archive du Cahier rose découverte en 2011). Bien qu'il ait été supposé que Skinner n'était qu'un étudiant prenant la dictée, la découverte des archives originales indique que Skinner a joué un rôle important dans la mise en forme et l'édition de l'œuvre.
En 1934, les deux font des plans pour émigrer en Union soviétique et devenir ouvriers, mais Wittgenstein visite brièvement le pays et se rend compte que le plan n'est pas réalisable; l'Union soviétique aurait peut-être permis à Wittgenstein d'immigrer en tant qu'enseignant, mais pas en tant que travailleur manuel.
Au cours de l'année universitaire 1934-1935 – Wittgenstein dicte à Skinner et Alice Ambrose le texte du Cahier brun.
L'hostilité de Wittgenstein envers le milieu universitaire entraîne le retrait de Skinner de l'université, d'abord pour devenir jardinier, puis mécanicien (au grand désarroi de la famille de Skinner). Pendant ce temps, sa sœur Priscilla poursuit sa carrière en mathématiques, remportant une bourse et, pendant la Seconde Guerre mondiale, travaillant comme mathématicienne au Royal Aircraft Establishment. (La fille de Priscilla est la chimiste Ruth Lynden-Bell)
À la fin des années 1930, Wittgenstein s'éloigne de plus en plus de Skinner.
Skinner est mort de poliomyélite, à la suite d'un raid aérien à Cambridge en octobre 1941, ayant été négligé lors de la ruée vers les soins aux victimes du bombardement.
Malgré l'affaiblissement de leur relation, Wittgenstein a apparemment été traumatisé par la mort de Skinner, entraînant la perte pendant 7 ans du travail dans lequel ils étaient engagés ensemble, le «Livre rose».

## Cahier rose
En 2011, une vaste archive a été mise au jour, composée de 170 000 mots d'écriture manuscrite, de texte et de mathématiques. Cela avait apparemment été principalement dicté par Wittgenstein à Skinner, avec des annotations par les deux. L'archive comprend un soi-disant cahier rose perdu depuis longtemps. Wittgenstein les avait postés à un ami de Skinner quelques jours après sa mort.